# アルメリア (小惑星)
アルメリア（英語：5879 Almeria）は、アモール群の小惑星である。ドイツのマックス・プランク研究所とスペインのアンダルシア天文協会が共同運用する、スペインのカラル・アルト天文台でウルリッヒ・ホップ（Ulrich Hopp）とクルト・ビルクレ（Kurt Birkle）が発見した。
カラル・アルト天文台があるスペインのアンダルシア州アルメリア県、またはその県都アルメリアから命名された。